# Carrefour Chrétien de la Capitale
Le Carrefour Chrétien de la Capitale est une église chrétienne évangélique pentecôtiste à Québec, Canada. Elle est affiliée aux Assemblées de la Pentecôte du Canada.  Le pasteur principal est Jean-Frédéric Laroche.

## Histoire
L'église a commencé par un groupe d’étude de la bible à l’Université Laval en 1972, avec le pasteur américain Allan D. Bowen, responsable de l’Evangel Pentecostal Church, une église anglophone de Québec,
.  En 1974, l’église est officiellement fondée sous le nom de l'Église Évangélique de Pentecôte et offre son premier service.  Elle partage alors les locaux de l’Evangel Pentecostal Church.  Après 5 ans, elle compte 350 personnes. En septembre 1980, en raison de sa croissance, elle inaugure un nouveau bâtiment et prend le nom de Carrefour Chrétien de la Capitale.  De 1982 à 1989, l’église a implanté 4 églises dans la région,. En 1989, Paul Corriveau devient pasteur principal. En 2007, l’église compte 500 personnes . En 2017, son bâtiment a été détruit dans un incendie . En 2021, elle a inauguré un nouveau bâtiment comprenant notamment un auditorium de 720 places . En 2023, Jean-Frédéric Laroche devient pasteur principal.